# Milorad Pupovac
Milorad Pupovac (en serbio: Милорад Пуповац; n. Donje Ceranje, 5 de noviembre de 1955) es un político y lingüista croata de etnia serbia. Es miembro del Sabor, expresidente del Consejo Nacional Serbio y presidente del Partido Serbio Demócrata Independiente. También fue observador en el Parlamento Europeo.